# Лещук, Евгения Степановна
Евгения Степановна Лещук (укр. Євгенія Степанівна Лещук; 7 сентября 1928, с. Квасов — 28 декабря 2010, Львов) — украинская поэтесса, автор тестов песен, общественный деятель, врач-невропатолог. Почётный гражданин Волыни (2007).

## Биография
По специальности — медик. Окончила лечебный факультет Львовского медицинского института. Кандидат медицинских наук. Работала врачом-консультантом по неврозам, нейротоксикологии и поражениям больных вследствие аварии на ЧАЭС.

## Творчество и общественная деятельность
Автор 19 поэтических сборников, фото-поэтических альбомов «Берестечко. Свята дорога», «Вічність Івана Богуна», трилогии «Мій Храм», книги «Волинський повстанець», за которую награждена грамотой Главной булавы Всеукраинского братства ОУН-УПА.
Член Национального союза писателей Украины. Почетный академик Универсальной академии, действующей под эгидой ООН (в области поэзии).
Лауреат нескольких международных премий, в том числе, Международной премии мира, «Молодь і поезія», «Серебряная роза». Лауреат литературной Европремии и премии имени Василия Стуса (2006).
Общественный деятель. Председатель общественно-благотворительного фонда «Богун», созданного для увековечивания памяти казацкого полковника Ивана Богуна, защитница казацких могил под Берестечком.
Способствовала открытию музея Леси Украинки в Ялте и дома-музея поэтессы в Сан-Ремо (Италия).

## Избранные произведения
Сборники стихов
- «Мамині квіти»,
- «Дорогою птахів»,
- «Мої ластівки»,
- «Прибій»,
- «Танцюю з вітром»,
- «Мамина пісня»,
- «Ритми душі» (песни),
- «Вершина»,
- «Срібна троянда»,
- «З райдуги букет»,
- «За шепотом ялиць»,
- «Голубе залишу слово»,
- «Мій храм»,
- «Пісня для Северина Наливайка».